# Wilbur, Washington
Wilbur är en ort i Lincoln County i delstaten Washington i USA.